# إليزه موريسون
إليزه موريسون (بالإنجليزية: Elsie Morison)‏ هي مغنية أوبرا أسترالية، ولدت في 15 أغسطس 1924 في بالارات في أستراليا، وتوفيت في 5 أبريل 2016 في براغ في التشيك.

## وصلات خارجية
- إليزه موريسون على موقع ميوزك برينز (الإنجليزية)
- إليزه موريسون على موقع أول ميوزيك (الإنجليزية)
- إليزه موريسون على موقع ديسكوغز (الإنجليزية)